# ستيف بيتس
ستيف بيتس (بالإنجليزية: Steve Bates)‏ هو لاعب اتحاد الرغبي بريطاني، ولد في 4 مارس 1963 في Merthyr Tydfil ‏ في المملكة المتحدة.

## وصلات خارجية
- ستيف بيتس على موقع دوري الرغبي الممتاز (الإنجليزية)
- ستيف بيتس عل موقع إسبنسكروم (الإنجليزية)